# Dorcoeax bituberosoides
Dorcoeax bituberosoides là một loài bọ cánh cứng trong họ Cerambycidae.